# Hermannia torrei
Hermannia torrei är en malvaväxtart som beskrevs av Hiram Wild. Hermannia torrei ingår i släktet Hermannia och familjen malvaväxter. Inga underarter finns listade i Catalogue of Life.